# Baszta Wołowa w Görlitz
Baszta Wołowa w Görlitz (niem. Ochsenbastei) – jedna z czterech zachowanych baszt miejskich w Görlitz, położona niedaleko Peterskirche, wchodząca w skład dawnych fortyfikacji miejskich.

## Historia i architektura

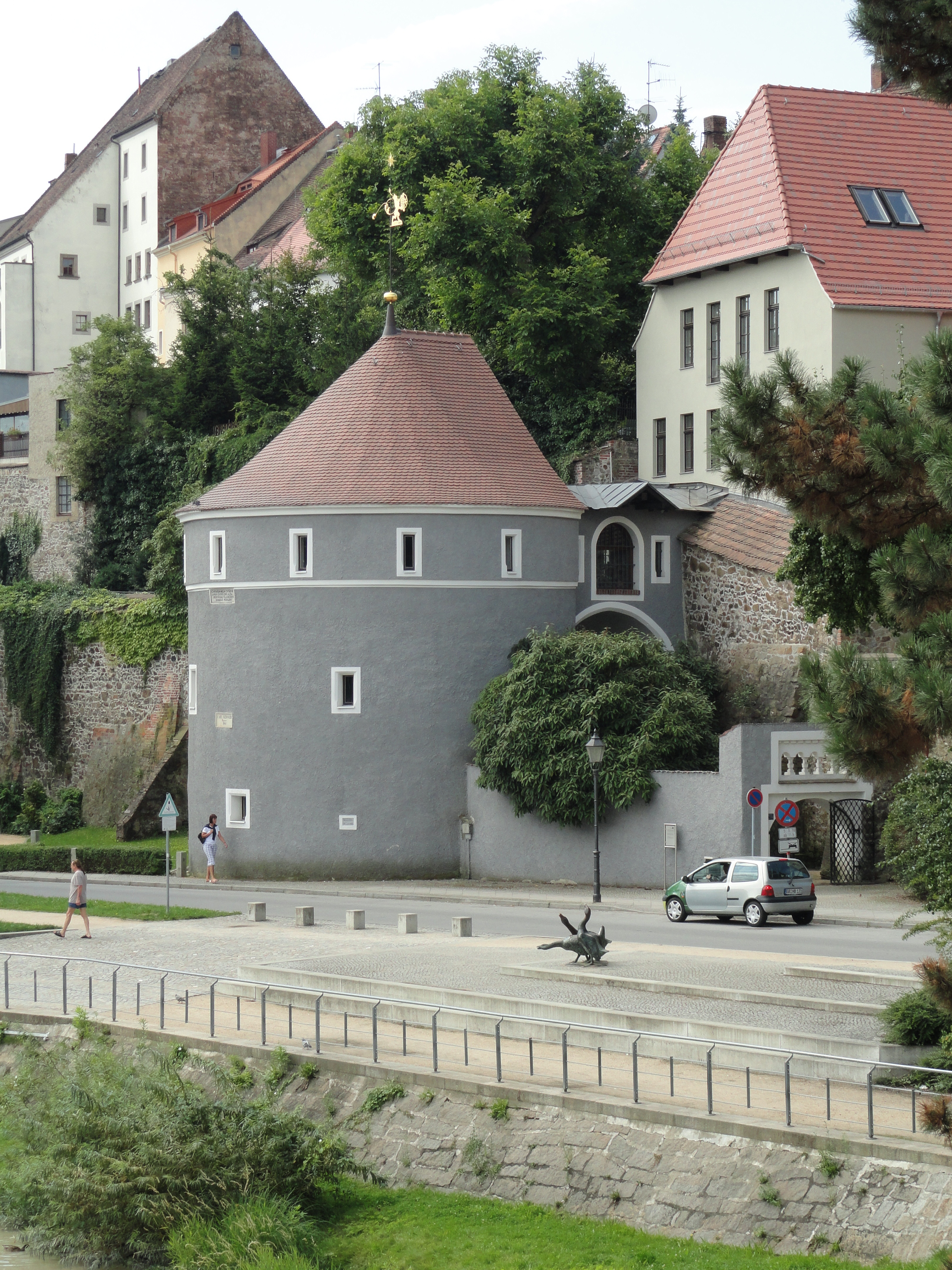
Baszta Wołowa w Görlitz

Baszta i brama Wołowa chroniły wejścia do miasta od strony Nysy Łużyckiej. Już w 1370 roku dokumenty miejskie wymieniają ją jako Tores an der Kahle (pol. Brama na pastwiska). W późnieszych zapiskach występuje jako Kahletor (pol. Brama Wołowa), lub Neutor an der Kahle (Nowa brama na pastwiska). Nazwa Tores an der Kahle wiązała się z prowadzącą wzdłuż murów drogą właśnie na pastwiska. W 1525 roku bastion i bramę podpalono, a już w 1536 roku odbudowano, zamieszczając na bramie łacińską sentencję „CIVITATEM MELIVS TVTAVR AMOR CIVIVM QVAM ALTA PROPVGNACVLA” (pol. „Miłość obywatelska daje znacznie więcej niż stara baszta”). W 1834 roku wyburzono wschodnią część bramy zachowując jedynie zachodni rondel, przerobiony na basztę.

## Międzymurze Wołowe
W międzymurzu przyległbym do baszty założono w latach 1962/63 ogród miejski w stylu barokowym projektu Henry'ego Krafta, miejskiego nadzorcy zieleni miejskiej. Ogród powstał z myślą o miejscu rekreacyjnym, finansowanym z budżetu państwa, przy realizacji którego nieodpłatnie pomagali mieszkańcy miasta. Ogród odnowiono gruntownie w latach 1999/2000 i ponownie w 2015/16 roku.